# Julian Preidl
Julian Preidl (* 28. Februar 1995) ist ein deutscher Politiker (Freie Wähler). Er ist seit Oktober 2023 Abgeordneter im Bayerischen Landtag.

## Lebenslauf
Preidl studierte Politikwissenschaft an der Otto-Friedrich-Universität Bamberg. Nach dem Abschluss war er bis Oktober 2023 Büroleiter des am 1. Januar 2022 in den Landtag nachgerückten Abgeordneten Robert Riedl, der 2023 nicht mehr kandidierte.

## Politik
Preidl ist seit Mai 2020 Mitglied des Stadtrates seines Heimatortes Bad Kötzting und Kreisrat im Landkreis Cham. Bei der Landratswahl am 15. März 2020 unterlag er mit 12,6 % der Stimmen (den zweitmeisten von sieben Bewerbern) dem Amtsinhaber deutlich.
Bei der Landtagswahl in Bayern am 8. Oktober 2023 erreichte er als Direktkandidat im Stimmkreis Cham mit 24,7 % die zweitmeisten Stimmen. Im Wahlkreis Oberpfalz erreichte er das viertbeste Ergebnis seiner Partei, die auf insgesamt vier Mandate kam; er zog damit in den Landtag ein.